# Антон, Паул
Паул Виорел Антон (рум. Paul Viorel Anton; род. 10 мая 1991, Бистрица, Румыния) — румынский футболист, полузащитник клуба «Дьёр». Выступал за сборную Румынии.

## Клубная карьера
7 сентября 2015 года Антон подписал контракт с бухарестким «Динамо». 28 июля 2016 года он согласился на годичную аренду в испанский клуб «Хетафе».
29 декабря 2017 года российский клуб «Анжи» подписал контракт с Антоном на 2,5 года. За две недели до официального сообщения румынская пресса сообщала о цене трансфера в 500 000€. 17 марта 2018 года в домашнем матче 23-го тура против «Тосно» он отметился двумя забитыми мячами.
21 августа 2018 года подписал трёхлетний контракт с самарскими «Крыльями Советов».

## Карьера в сборной
24 марта 2018 года Антон в выездном товарищеском матче против Израиля дебютировал за сборную Румынии, выйдя на 72-й минуте встречи на замену Михаю Пинтилию.